# Maizon Rodríguez
Álex Maizon Rodríguez González (Montevideo, 22 maggio 2003) è un calciatore uruguaiano, difensore della Juventud.

## Carriera
È cresciuto nel settore giovanile della Juventud, con cui ha firmato il primo contratto professionistico l'8 agosto 2022. Ha debuttato tre giorni dopo nell'incontro di Copa Uruguay vinto 1-0 contro l'Universal. Nel gennaio del 2023 è stato ceduto in prestito all'Estepona in Spagna, dove è rimasto per sei mesi.
Rientrato in Uruguay ha iniziato a giocare con costanza ed il 16 febbraio 2025 ha segnato il suo primo gol nell'incontro di Primera División vinto 2-1 contro il Miramar Misiones.

## Statistiche

### Presenze e reti nei club
Statistiche aggiornate al 9 marzo 2025.
| Stagione        | Squadra         | Campionato      | Campionato | Campionato | Coppe nazionali | Coppe nazionali | Coppe nazionali | Coppe continentali | Coppe continentali | Coppe continentali | Altre coppe | Altre coppe | Altre coppe | Totale | Totale | Totale |
| Stagione        | Squadra         | Comp            | Pres       | Reti       | Comp            | Pres            | Reti            | Comp               | Pres               | Reti               | Comp        | Pres        | Reti        | Pres   | Reti   |        |
| --------------- | --------------- | --------------- | ---------- | ---------- | --------------- | --------------- | --------------- | ------------------ | ------------------ | ------------------ | ----------- | ----------- | ----------- | ------ | ------ | ------ |
| 2022            | Juventud        | SD              | 1          | 0          | CU              | 1               | 0               | -                  | -                  | -                  | -           | -           | -           | 2      | 0      |        |
| 2023            | Juventud        | SD              | 2          | 0          | CU              | 1               | 0               | -                  | -                  | -                  | -           | -           | -           | 3      | 0      |        |
| 2024            | Juventud        | SD              | 17         | 0          | CU              | 2               | 0               | -                  | -                  | -                  | -           | -           | -           | 19     | 0      |        |
| 2025            | Juventud        | PD              | 5          | 1          | CU              | 0               | 0               | -                  | -                  | -                  | -           | -           | -           | 5      | 1      |        |
| Totale carriera | Totale carriera | Totale carriera | 25         | 1          |                 | 4               | 0               |                    | -                  | -                  |             | -           | -           | 29     | 1      |        |